# Take it easy
Take it easy ist ein strategisches Brettspiel. Es wurde 1983 unter dem Namen Hextension von Peter Burley entwickelt und von Spear-Spiele vertrieben. Unter dem Namen Take it easy wird das Spiel seit 1994 vom Verlag F.X. Schmid (jetzt zu Ravensburger gehörend) und in Lizenz von anderen Verlagen vertrieben. Die Grafik der Originalversion gestaltete Franz Vohwinkel.
Das Spiel belegte 1994 beim Deutschen Spiele Preis den 9. Platz und stand in der Auswahlliste zum Spiel des Jahres.
Die Anzahl der Spieler ist unbegrenzt, die vertriebenen Spiele werden meist für bis zu vier Spieler oder für bis zu acht Spieler (XXL-Version) angeboten.

## Spielverlauf

Spielbrett

Jeder Mitspieler erhält ein Brett und 27 Steine.
Die Steine sind sechseckig und tragen drei Zahlen, von denen eine für die senkrechte Richtung, eine für die Hauptdiagonale links oben–rechts unten und die dritte für die Nebendiagonale links unten–rechts oben steht. In den senkrechten Reihen stehen die Zahlen 9, 5 oder 1, in den Hauptdiagonalen die Zahlen 8, 4 oder 3 und in den Nebendiagonalen die Zahlen 7, 6 oder 2, wobei jede der drei Zahlen einer Richtung mit denen der anderen Richtungen kombiniert ist. Das Brett besteht aus 19 Sechsecken, die senkrecht und in den beiden Diagonalrichtungen jeweils eine Fünferreihe, zwei Viererreihen und zwei Dreierreihen bilden.

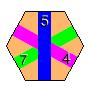
Spielstein

Einer der Spieler legt seine Spielsteine verdeckt vor sich und zieht nacheinander 19 Steine. Nach jedem Zug teilt er den gezogenen Stein den anderen Mitspielern mit, diese nehmen ihn von ihrem Stapel und positionieren ihn auf ihrem Spielbrett. Nach dem nächsten gezogenen Stein dürfen die vorher abgelegten nicht mehr verändert werden. Wenn bei einer Belegung des Brettes alle Steine in einer senkrechten oder diagonalen Reihe die gleiche Zahl tragen, erhält der Spieler dafür die Summe dieser Zahlen gutgeschrieben. Das Ziel des Spiels besteht darin, die gezogenen Spielsteine so auf dem Brett zu positionieren, dass insgesamt eine möglichst hohe Punktzahl erreicht wird.
Nach Angaben des Entwicklers ist die maximal erreichbare Punktzahl 307.

### Varianten
Das Spiel lässt sich in verschiedenen Varianten spielen. So kann man vereinbaren, dass bereits abgelegte Steine noch einmal umgelegt werden dürfen oder der Spielleiter sofort alle 19 Steine zieht, diese den Mitspielern mitteilt und diese dann versuchen, eine möglichst hohe Punktzahl zu legen.
Das Spiel kann auch allein gespielt werden. Dabei kann der Spieler die (nacheinander oder gleichzeitig) gezogenen Steine mit dem Ziel einer möglichst hohen Punktzahl auf dem Brett ablegen. Schließlich kann man versuchen, mit dem gesamten Satz die maximal mögliche Punktzahl zu erreichen.
Eine erweiterte Variante des Spiels ist Take It To The Limit! vom selben Autor.